# Павленко-Черниченко, Галина Ивановна
Галина Ивановна Павленко-Черниченко (укр. Галина Іванівна Павленко-Черниченко, 8 декабря 1919, Петриковка — 2 февраля 2008, Киев) — украинская художница, мастер петриковской росписи, заслуженный мастер народного творчества УССР, лауреат премии имени Екатерины Белокур, награждена орденом Трудового Красного Знамени, член Национального союза художников Украины.

## Биография
Родилась в селе Петриковка (Днепропетровская область). 
Мать, Прасковья Павленко, была одной из самых известных мастеров петриковской росписи начала XX века. 
С 1944 года работала на Киевском экспериментальном керамико-художественном заводе вместе с другими мастерицами из Петриковки: Марфой Тимченко, Верой Клименко-Жуковой, Пелагеей Глущенко и сестрой Верой Павленко. 
Работала прежде всего на фарфоре и бумаге. 
Богатая коллекция из более 300 произведений художницы сохраняется в Музее украинского народного декоративного искусства.